# Super Mario (serie animata)
Super Mario (The Super Mario Bros. Super Show!) è una serie televisiva animata prodotta dallo studio statunitense DiC Entertainment nel 1989. Basata sui videogiochi Super Mario Bros. e Super Mario Bros. 2 di Nintendo, è la prima di tre serie animate basate sul franchise di Mario. La serie contiene anche dei segmenti in live action in cui i due protagonisti, Mario e Luigi, sono interpretati rispettivamente da Lou Albano e Danny Wells. È stata trasmessa negli Stati Uniti in syndication a partire da settembre 1989 e in Italia su Italia 1 e Canale 5, per poi essere replicata su Fox Kids.
Gli anni successivi debuttarono due nuove serie animate dedicate all'idraulico baffuto Mario, con uno stile quasi identico a quello della serie madre ma prive dei segmenti in live action, dal titolo Le avventure di Super Mario e Super Mario World; in Italia le tre serie vennero inizialmente trasmesse tutte insieme con il titolo Super Mario, per poi andare in onda distaccate durante le repliche.

## Trama
I segmenti live action hanno luogo a Brooklyn, nell'appartamento dei fratelli idraulici italo-americani Mario e Luigi, coinvolti in diverse disavventure con i loro clienti, spesso interpretati da guest star.
I segmenti animati seguono invece Mario e Luigi che, durante una riparazione di routine, vengono risucchiati in una conduttura che li porta nel "Regno dei Funghi", un surreale mondo parallelo dove i due fratelli scoprono di avere particolari superpoteri. Ruzzolando fuori dal tubo, i due salvano accidentalmente la Principessa Amarena (Peach) e il suo servitore Ughetto (Toad) dal malvagio e tirannico re Attila (Bowser) e i suoi soldati. Amarena, quindi, chiede a loro di aiutarla a raggiungere la capitale del suo regno e di sconfiggere Attila, e in cambio la principessa li farà tornare a casa. I due fratelli accettano e il quartetto inizia il suo viaggio attraverso le numerose e bizzarre città del regno, combattendo i piccoli mostri ai comandi di Attila.

## Format

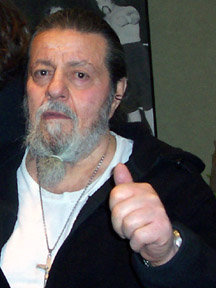
Il wrestler "Captain" Lou Albano interpreta Mario nei segmenti in live action e lo doppia nella versione animata.

La serie televisiva contiene due segmenti: uno in live action e uno d'animazione. I 52 episodi sono strutturati con i segmenti dal vivo che occupano i primi e gli ultimi minuti dell'episodio, con in mezzo l'episodio animato.
La parte in live action segue i protagonisti Mario e Luigi (interpretati rispettivamente dal wrestler Lou Albano e da Danny Wells) nel loro lavoro da idraulici prima che finissero nel Regno dei Funghi, combinando non pochi disastri o finendo in situazioni inaspettate. I due ricevono spesso visite da parte di numerose star, come Nedra Volz, Norman Fell, Donna Douglas, Eve Plumb, Vanna White, Danica McKellar, Nicole Eggert, Clare Carey, Brian Bonsall, Sgt. Slaughter e  Magic Johnson. In un'occasione appare Maurice LaMarche nei panni dell'Ispettore Gadget, e in un altro Ernie Hudson nei panni di Slimebuster, una parodia del personaggio Winston Zeddemore da lui interpretato in Ghostbusters. Nell'ottavo episodio, Fred Travalena interpreta Elvis Presley. Lou Albano e Danny Wells, oltre a Mario e Luigi, interpretano occasionalmente anche altri personaggi, come le cugine Marianne e Luigina e i cugini campagnoli Mario Joe e Luigi Bob; nell'episodio 64, inoltre, Lou Albano interpreta sé stesso.
La parte animata riprende le caratteristiche dei videogiochi Super Mario Bros. e Super Mario Bros. 2. Le vicende sono ambientate principalmente nelle varie città e villaggi del Regno dei Funghi, sempre diverse a seconda dell'episodio; queste comprendono la terra del rap, delle automobili, della pasta, della gioventù, delle piramidi, e molte altre ambientate ad esempio nella giungla, in montagne innevate, nello spazio, o nel futuro. Attila (Bowser) tenta sempre di impadronirsi dei villaggi o di creare qualche problema ai fratelli Mario, e si serve sia di scagnozzi comparsi nel primo titolo (come Goomba e Koopa Troopa) sia di quelli comparsi nel secondo (come Mouser e Tritesta). Anche Attila cambia insieme all'ambientazione, divenendo ad esempio un punk, un robot, o un personaggio simile a Dart Fener. Ad aiutare Mario e Luigi c'è anche il funghetto Ughetto. Spesso gli episodi sono parodie di film, fiabe o libri, mostrando riferimenti alla cultura di massa, come Guerre stellari, I predatori dell'arca perduta e Sherlock Holmes, o ad eventi storici come la guerra di Troia e la guerra d'indipendenza americana.
Negli Stati Uniti, dove la serie è stata trasmessa in syndication e su Freeform, ogni venerdì venivano trasmessi al suo interno anche degli episodi della serie Un regno incantato per Zelda.

## Edizione italiana

### Sigla
- La sigla iniziale e finale italiana, Super Mario, usata per le trasmissioni su Canale 5 e Italia 1, musica di Massimiliano Pani, testo di Alessandra Valeri Manera, è cantata da Cristina D'Avena con la partecipazione del Coro dei Piccoli Cantori di Milano.
- Per la sola replica su Fox Kids venne usata una nuova sigla (presente anche nell'edizione DVD), con base e traduzione dell'originale Plumber Rap cantata da Emanuele Arnone, così come per la sigla finale intitolata Come Mario (Do the Mario), anch'essa cantata da Arnone[3].

### Doppiaggio
| Personaggio            | Doppiatore originale                                            | Doppiatore italiano                                                                                                 |
| ---------------------- | --------------------------------------------------------------- | --- |
| Mario                  | Lou Albano                                                      | Tony Fuochi |
| Luigi                  | Danny Wells                                                     | Enrico Carabelli |
| Re Attila (King Koopa) | Harvey Atkin                                                    | Antonio Paiola |
| Amarena (Toadstool)    | Jeannie Elias                                                   | Alessandra Karpoff                                                                                                  |
| Ughetto (Toad)         | John Stocker                                                    | Veronica Pivetti |
| Personaggi vari        | Ron Rubin Tabitha St. Germain Robert Bockstael Dorian Joe Clark | Stefano Albertini Gianni Mantesi Riccardo Peroni Riccardo Mantani Caterina Rochira Roberto Colombo Marco Balzarotti |

### Home video
Nel 1993 alcuni episodi sono stati distribuiti in Italia in videocassetta da PentaVideo, sotto il marchio Bim Bum Bam Video.
Dal 2006, la Sound Music International ha distribuito la serie in DVD, con tre volumi contenenti 4 puntate l'uno, con il titolo Super Mario Bros.

## Episodi
1. Vola! Vola! / La precisione è tutto
2. Nel selvaggio West / A tutto vapore
3. Re Mario di Cramalot / L'orfanella
4. Mario e il tappeto volante / Marianne e Luigeena
5. Sulle Rapide / Attenti ai vicine
6. A cena con i gladiatori / La scimmia o la gallina?
7. Il Fagiolo Magico / Pipistrelli in laboratorio
8. Amali e Lasciali / Il ritorno di Elvis!
9. La grande corsa / Arriva la mamma
10. Due idraulici e una bambina / Il cane scomparso
11. Mario dello spazio / Aligator Dundee
12. I pirati di Attila / Magic moment
13. Robo Koopa / Captain Lou is Missing
14. Count Koopula / Magician
15. Jungle Fever / Dance
16. Mario of the Deep / Two Bums From Brooklyn
17. The Fire of Hercufleas / The Marios Fight Back
18. Mario Meets Koop-zilla / Fortune Teller
19. Mario and Joliet / Fake Bro
20. Too Hot to Handle / Time Out Luigi
21. Brooklyn Bound / Cher's Poochie
22. The Adventures of Sherlock Mario / Plumbers of the Year
23. Hooded Robin and His Mario Men / Flower Power
24. Toad Warriors / E.C. The Extra Creepy
25. The Pied Koopa / Super Plant
26. Bad Rap / Caught in a Draft
27. On Her Majesty's Sewer Service / 9001: A Mario Odyssey
28. Gorilla My Dreams / Mario and the Red Baron Koopa
29. Mighty McMario and the Pot of Gold / Heart Throb
30. Do You Princess Toadstool Take This Koopa...? / Mario Hillbillies
31. The Mark of Zero / Toupee
32. 20,000 Koopas Under the Sea / Vampire Until Ready
33. The Koopas Are Coming! The Koopas Are Coming! / Zenned Out Mario
34. Koopenstein / Baby Mario Love
35. Quest For Pizza / The Painting
36. The Unzappables / George Washington Slept Here
37. The Trojan Koopa / Texas Tea
38. Karate Koopa / Adee Don't
39. Elvin Lives / Home Radio
40. Koopa Klaus / Little Marios
41. The Ten Koopmandments / The Artist
42. The Provolone Ranger / Goodbye Mr. Fish
43. The Great Gold Coin Rush / Game Show Host
44. Mario of the Apes / Chippie Chipmunks
45. Crocodile Mario / Rowdy Roddy's Rotten Pipes
46. Plumbers Academy / Glasnuts
47. Princess, I Shrunk the Mario Brothers / A Basement Divided
48. Flatbush Koopa / Opera
49. Raiders of the Lost Mushroom / Cyrano de Mario
50. Star Koopa / Santa Claus is Coming to Flatbush
51. Escape From Koopatraz / French
52. Little Red Riding Princess / No Way to Treat a Queenie